# Coupe d'Europe des clubs (kayak-polo) 2011
Navigation
Édition précédente Édition suivante
La Coupe d'Europe des clubs 2011 s'est déroulée, du 17 au 18 septembre 2011 à Helmond, aux Pays-Bas.

## Tableau des médailles
| Catégorie     | Médaille d'or                                    | Médaille d'argent              | Médaille de bronze                      |
| ------------- | ------------------------------------------------ | ------------------------------ | --------------------------------------- |
| Sénior Hommes | Base de loisirs de canoë-kayak de Condé-sur-Vire | Viking A                       | Montpellier Université Club Canoë Kayak |
| Sénior Femmes | FOA Xclusive Liverpool                           | Canoë-Kayak Club de Saint Omer | KCNW Berlin                             |